# Velký Třebešov
Velký Třebešov es una localidad del distrito de Náchod en la región de Hradec Králové, República Checa, con una población estimada a principio del año 2018 de 327 habitantes. 
Se encuentra ubicada al norte de la región, cerca de la frontera con Polonia y de los montes Mesa (Sudetes centrales).